# 5-Nonanol
5-Nonanol ist eine chemische Verbindung aus der Gruppe der Alkohole.

## Gewinnung und Darstellung
5-Nonanol kann durch Reaktion von 5-Nonanon mit Natriumborhydrid gewonnen werden.

## Eigenschaften
5-Nonanol ist eine brennbare, schwer entzündbare, wenig flüchtige, farblose Flüssigkeit, die sehr schwer löslich in Wasser ist.

## Verwendung
5-Nonanol wird als Zwischenprodukt zur Herstellung anderer Verbindungen in der chemischen Forschung verwendet.

## Sicherheitshinweise
Die Dämpfe von 5-Nonanol können mit Luft ein explosionsfähiges Gemisch (Flammpunkt 77 °C) bilden.